# ايفيرتون جيوفانيلا
ايفيرتون جيوفانيلا (بالبرتغالية: Everton Giovanella‏) (13 سبتمبر 1970 بكاكسياس دو سول في البرازيل - ) هو لاعب كرة قدم برازيلي في مركز الوسط. لعب مع إشتوريل برايا وسلتا فيغو ونادي إنترناسيونال ونادي بيلينينسش ونادي سالامانكا ونادي كوروتشو ونادي تيرسينس ‏ ونادي لاجيادينزي.

## روابط خارجية
- ايفيرتون جيوفانيلا على موقع قاعدة بيانات كرة القدم.إي يو (الإنجليزية)
- ايفيرتون جيوفانيلا على موقع عالم كرة القدم.نت (الإنجليزية)